# Gérard de Rhéninghe
Gérard de Rhéninghe († 1302) war von 1297 bis zu seinem Tod Bischof von Metz. 

## Leben und Wirken
Gérard entstammt einer adligen Familie aus Flandern. Sein Vater war Johann von Ypern. Er war Archidiakon von  Brabant. Nachdem sich das Domkapitel 1297 nicht auf einen Kandidaten einigen konnte und den Papst um Entscheidung bat, ernannte Bonifatius VIII. Gérard zum Bischof von Metz. Nach seinem Tod, 1302, wurde er in der St.-Nikolaus-Kapelle der Kathedrale von Metz bestattet.